# Liljeholmsparken

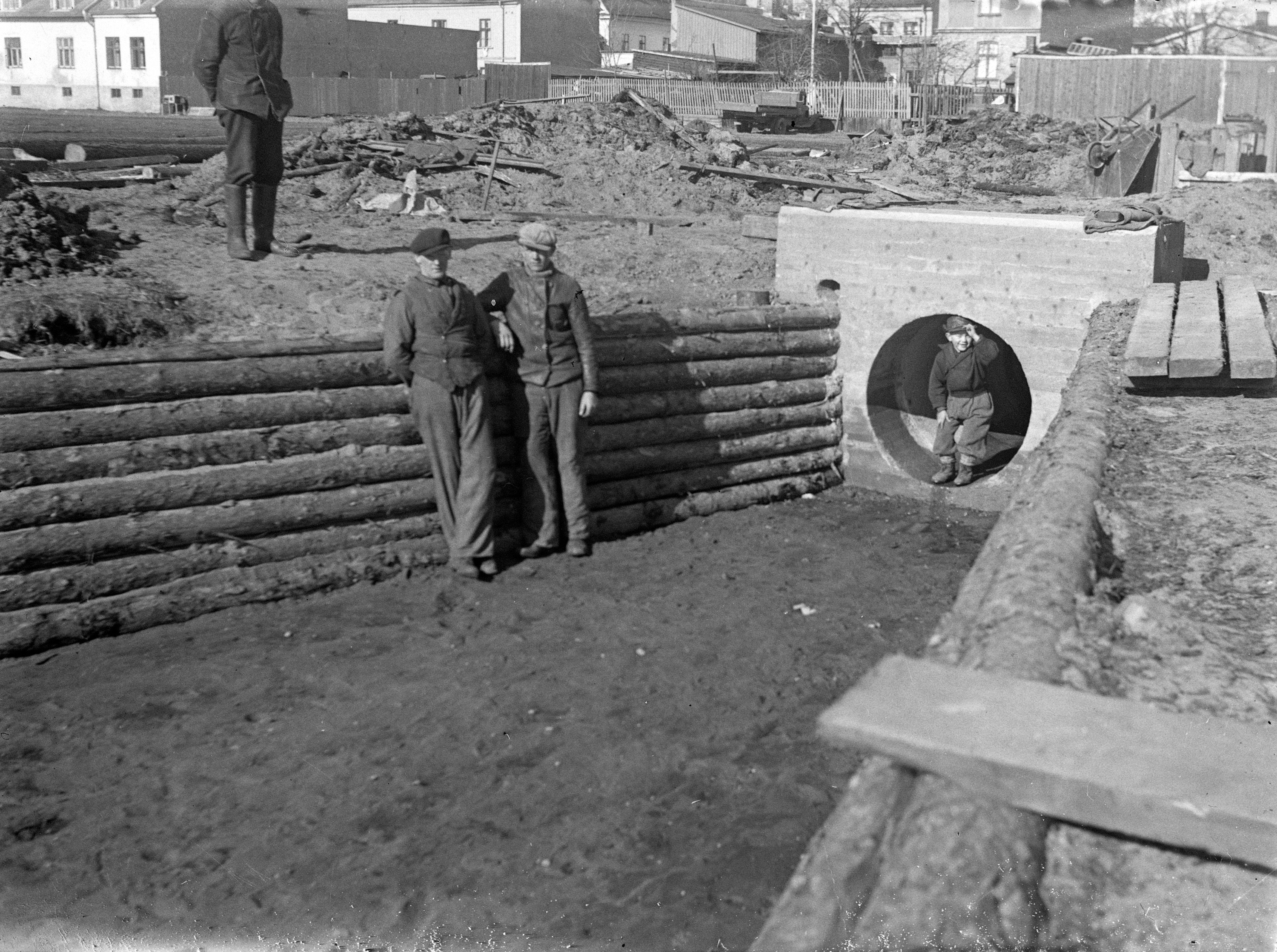
Arbetare vid anläggande av Liljeholmskanalen, andra delen av 1930-talet

Liljeholmsparken är en park på Liljeholmen i Jönköping.
Mellan 1894 och 1935 gick den smalspåriga Jönköping–Gripenbergs Järnväg genom det område, som nu är en park. Tågen gick från Jönköping Östra station, där nu Erik Dahlbergsgymnasiet ligger, genom det så kallade "Valvet" i Jönköpingsbanans banvall och strax norr om Östra kyrkogården snett i ostnordostlig riktning mot Saturnusvägen och Rosenlund och vidare mot Rosendala station i Huskvarna.
Omedelbart intill Liljeholmsparken ligger Östra kyrkogården, som har sina rötter i 1600-talet och utvidgades på 1920- och 1970-talen.
Kapellet är byggt på 1930–talet och snarlikt det gamla träkapellet som förstördes i en brand. Bredvid kapellet står en 400-årig ek.

## Liljeholmskanalen
Genom Liljeholmsparken går den omkring en meter djupa Liljeholmskanalen. Den anlades på Jönköping-Gripenbergs Järnvägs banvall under andra hälften av 1930-talet för att pumpa in vatten från Vättern från en pumpstation norr om Sandgatan in i Rocksjön för att den vägen få in fräscht vatten i Munksjön för att spä ut kloaker och industriellt utsläpp där. Liljeholmskanalen är idag ett bra habitat för änder, svanar och andra fåglar, eftersom den sällan fryser.
Rocksjöns naturreservat påverkas positivt av det näringsfattiga vattnet från Vättern, som pumpas in med en vattenföring på i genomsnitt 1,5 kubikmeter per sekund.